# Neaneflus
Neaneflus är ett släkte av skalbaggar. Neaneflus ingår i familjen långhorningar.
Kladogram enligt Catalogue of Life:
| Neaneflus | \| \| Neaneflus brevispinus \| \| \| \| \| \| Neaneflus fuchsii \| \| \| \| |
|           | \| \| Neaneflus brevispinus \| \| \| \| \| \| Neaneflus fuchsii \| \| \| \| |
|           | Neaneflus brevispinus                                                       |
|           |                                                                             |
|           | Neaneflus fuchsii                                                           |
|           |                                                                             |